# Grotenhoutbos

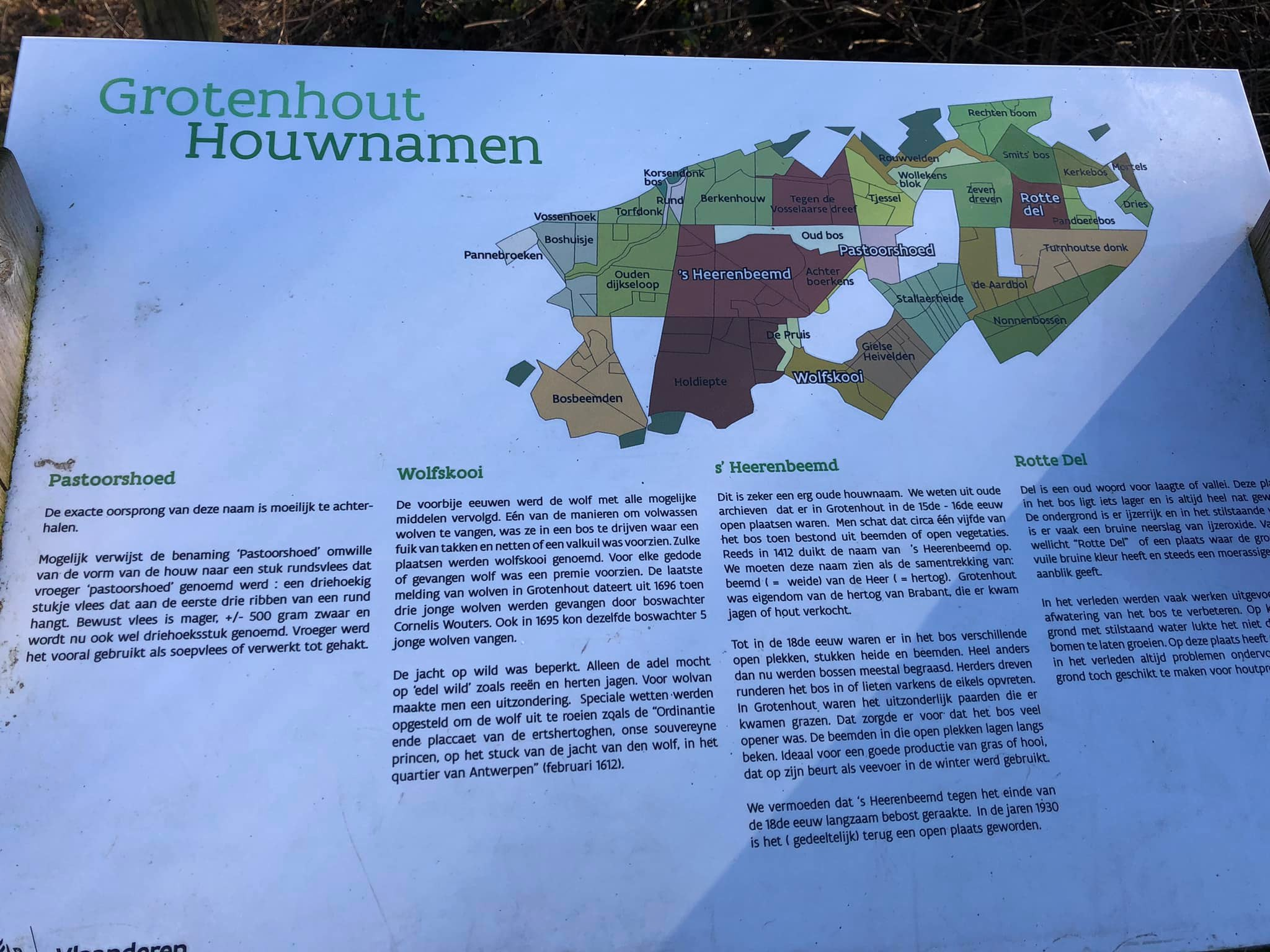

Het Grotenhoutbos, ook wel Gierlese bos genoemd, is een bos in Vlaanderen, ten zuidwesten van Turnhout, op de grens van de gemeenten Vosselaar en Gierle. Het heeft een oppervlakte van 375 ha en is onderdeel van Natura 2000-gebied Bos- en heidegebieden ten oosten van Antwerpen.

## Geschiedenis
Het Grotenhoutbos is een van de oudste bossen in de Kempen. De eerste schriftelijke vermelding is van 1320 n.Chr., bij de stichting van de kapelrij Onze-Lieve-Vrouw in de kerk van Beerse.
Het bos behoorde tot het Land van Turnhout sinds dat ontstond in het jaar 1356. Zo werd het in de loop van de geschiedenis o.a. beheerd door de hertogen van Brabant, de Bourgondiërs, de Habsburgers, het huis Nassau en de koningen van Pruisen.
Aanvankelijk diende het Grotenhoutbos als jachtdomein voor zijn adellijke eigenaars. Zo hielden de hertogen van Brabant er in de 13de eeuw grootse jachtpartijen. Filips de Goede voegde het in 1430 zelfs toe aan de lijst van vrijwouden. Dit waren de belangrijkste jachtdomeinen van de landheer en zij genoten van een speciale bescherming. Het hert op het wapen van Turnhout verwijst mogelijk naar deze jachtgeschiedenis.
Vanaf de 17de eeuw begon het gebruik van het bos te veranderen. Amalia van Solms werd in 1649 vrouwe van Turnhout, waardoor het Grotenhoutbos aan de Nassau's kwam. Die waren al aan het begin van de 16de eeuw begonnen dennen aan te planten op hun bezittingen bij Breda en Diest. In opdracht van Amalia plantte Adriaan Ghys, een boswachter uit Vosselaar, in 1667 in het Grotenhoutbos de eerste den in Kempen. Het zaad kwam uit Diest. In de jaren daarna werd de focus van het bosbeheer langzaamaan meer op houtproductie gelegd. Op de open plekken en heidepercelen in het bos werden steeds meer dennen aangeplant. In 1743 was het hele areaal bebost.
Tijdens de Franse bezetting werd het Grotenhoutbos in beslag genomen. Daarna bleef het echter gedurende de hele 19de en het begin van de 20ste eeuw in particuliere, adelige handen. Het werd echter wel meerdere keren verkocht. Zo was van 1840 tot 1885 bezit van de prinsen de Merode, van 1895 tot 1918 van de prinsen van Arenberg en van 1885 tot 1895 zelfs van de koninklijke familie van Monaco. Deze particuliere eigenaars breidden het areaal door aankoop van omliggende gronden uit. Zo groeide het van 239 hectare in de 18de eeuw naar 443 hectare op het hoogtepunt.
In 1927 werd het bos eigendom van de Brusselse Maatschappij Bernheim. Zij verkocht duizenden bomen en kapte grote delen van het bos kaal. Twee jaar later, in 1929, kocht Victor Bracht het bos over, waarna de focus terug op jacht kwam te liggen.
Voor de aanleg van de E34 werd in het Grotenhoutbos zand gewonnen. In de daardoor ontstane put, met een diepte van minstens 10m, werd een vijver aangelegd. De vijver doet dienst als waterwinningspunt voor het grootwatertransport van de hulpverenigingszone Taxandria. 
Het bos werd in 2000 gekocht door de Vlaamse overheid. Het wordt sindsdien beheerd door het Agentschap voor Natuur en Bos.

## Flora en Fauna
Het Grotenhout is een oud bos met relatief eutrofe gronden. Het heeft daardoor een vrij hoge biodiversiteit. Er groeien meer dan 360 verschillende plantensoorten, waaronder vele zeldzame. Er leven tevens verschillende diersoorten.
De vochtigheid en zuurtegraad bepalen waar in het bos welke planten groeien. Op de rijke gronden langs natuurlijke waterlopen groeit elzenbroekbos. Typisch hiervoor zijn naast elzen ook verschillende voorjaarsbloeiers zoals muskuskruid, bosanemoon, goudveil, gele dovenetel en slanke sleutelbloem. In de schralere grasgronden rond de vijver en naast een aantal boswegen groeien onder andere grondster, dophei, struikhei, blauwe zegge en geelgroene zegge. Op de iets drogere gronden groeien vooral hazelaar, meiklokje en dalkruid. Op gronden die nog droger zijn groeien vooral pijpenstrootje, bochtige smele, stekelvaren en adelaarsvaren.
Het ouderdom van het bos zorgt ook voor een rijke fauna. Zo wonen er een aantal vleermuis- en broedvogelsoorten die oude bomen met veel holtes nodig hebben. Er wonen ook verschillende water- en oevervogels omwille van de vijver. Daarnaast leven er ook talrijke dagvlinders op de schralere grasgronden daarrond. Er wonen ook reeën in het bos.